# Et je t'aime tellement
 (septembre 2012).
Si vous disposez d'ouvrages ou d'articles de référence ou si vous connaissez des sites web de qualité traitant du thème abordé ici, merci de compléter l'article en donnant les références utiles à sa vérifiabilité et en les liant à la section « Notes et références ».
Pistes de Magnolias for Ever
Magnolias for Ever Ève
Et je t'aime tellement est une chanson française chantée en 1977 par Claude François.
Elle est l'adaptation française de And I Love You So (1970), de l'auteur-compositeur-interprète américain Don McLean.